# No Quarter Catch Crew
No Quarter Catch Crew (NQCC) é um grupo de luta livre profissional americano que atua na marca NXT. O grupo atualmente é composto por Charlie Dempsey, Tavion Heights e Wren Sinclair. Dempsey foi campeão da Copa Heritage do NXT duas vezes. O nome do grupo é derivado do termo militar "No quarter" (sem trégua) e do Catch wrestling, um estilo de luta que cada membro do grupo é especializado. O lema da equipe é "Sem piedade, sem misericórdia, sem remorso, sem trégua".

## História

### WWE (2023–presente)
No final de 2022, Drew Gulak foi designado para a marca NXT, onde desempenhou o papel de mentor de Hank Walker. No episódio de 14 de fevereiro de 2023 do NXT, Gulak se virou contra Walker e se aliou com Charlie Dempsey para formar o No Quarter Catch Crew (NQCC). Semanas depois, Damon Kemp e Myles Borne se juntaram ao NQCC.
No episódio de 27 de fevereiro de 2024 do NXT, Dempsey derrotou Noam Dar, do The Meta-Four, por 2–1 sob as regras do British Rounds, conquistando a Copa Heritage do NXT. Na semana seguinte, no NXT: Roadblock, o NQCC anunciou que a Copa Heritage do NXT seria defendida por todo o grupo sob a "Catch Clause". Sob a Catch Clause, o NQCC como um todo se referiu a si mesmo como os campeões da Copa Heritage do NXT, mas a WWE reconheceu apenas Dempsey como o campeão oficial. A Catch Clause foi invocada pela primeira vez no episódio de 19 de março do NXT, quando Gulak derrotou Riley Osborne, da Chase University, por 2–1, defendendo com sucesso a taça em sua última aparição no NXT. No episódio de 16 de abril do NXT, Gulak foi retirado da televisão depois de ser acusado por Ronda Rousey de comportamento inadequado nos bastidores. Seu contrato com a WWE não foi renovado, e ele foi demitido da empresa em 3 de maio. Tony D'Angelo exigiu pagamento pelo trabalho, mas o NQCC se recusou, o que gerou uma briga entre os dois grupos, resultando em uma luta de trios entre as duas facções na semana seguinte, na Semana 1 do Spring Breakin', que foi vencida pela The D'Angelo Family (D'Angelo, Channing "Stacks" Lorenzo e Luca Crusifino). No episódio de 7 de maio do NXT, Dempsey e Borne enfrentaram Tyson Dupont e Tyrek Igwe em uma luta de duplas. Antes do combate começar, o árbitro foi declarado "indisponível" e Stacks foi anunciado como árbitro especial convidado, o que fez com que Dempsey e Borne perdessem devido a uma contagem rápida. Após a luta, um enfurecido Dempsey deu a D'Angelo uma chance pelo título da Copa Heritage do NXT como pagamento devido à The D'Angelo Family e invocou a Catch Clause, que foi anulada quando D'Angelo e sua família sequestraram Kemp e Borne mais tarde naquela noite. Na semana seguinte, D'Angelo derrotou Dempsey por 2–1 para conquistar a taça, encerrando o primeiro reinado de Dempsey após 76 dias.
Após a perda da taça, Kemp enfrentou D'Angelo em uma revanche pelo título no episódio de 4 de junho do NXT, mas Kemp perdeu a luta por 0–2. No episódio de 25 de junho do NXT, Tavion Heights derrotou Kemp em uma luta de iniciação para oficialmente se juntar ao grupo. Em 8 de julho, Kemp anunciou sua saída da WWE após seu contrato não ser renovado. Sua saída foi confirmada um dia depois no NXT, onde o grupo (nos bastidores) o atacou no estacionamento do NXT. Wren Sinclair testemunhou o incidente e começou a pressionar Dempsey para que ela fosse aceita na equipe. Em sua primeira luta pelo título na Semana 1 do NXT: The Great American Bash, em 30 de julho, Heights perdeu para o campeão da Copa Heritage do NXT, D'Angelo, por 1–2. Na semana seguinte, na Semana 2 do NXT: The Great American Bash, Sinclair derrotou Kendal Grey em uma luta de iniciação para se juntar ao NQCC. Com a vitória de Sinclair, D'Angelo também concedeu a Dempsey uma luta pelo Campeonato da Copa Heritage do NXT. No episódio de 13 de agosto do NXT, Dempsey, com a ajuda de Sinclair, derrotou D'Angelo por 2–1 para conquistar sua segunda Copa Heritage do NXT.

### Total Nonstop Action Wrestling (2024)
No episódio de 11 de julho de 2024 do Impact!, Charlie Dempsey fez sua estreia no ringue da Total Nonstop Action Wrestling (TNA), onde derrotou Zachary Wentz, do The Rascalz. Na semana seguinte, o NQCC (Dempsey, Myles Borne e Tavion Heights, com os dois últimos fazendo suas estreias no ringue da TNA) derrotou o The Rascalz (Wentz e Trey Miguel) e Kushida em uma luta de trios. No Slammiversary, em 20 de julho, o The Rascalz (Wentz, Miguel e Wes Lee), que havia se reunido completamente no NXT, derrotou o NQCC (Dempsey, Myles Borne e Heights) em uma luta de trios para encerrar sua rivalidade.

### Pro Wrestling Noah (2024)
Em julho de 2024, foi anunciado que Tavion Heights seria um dos dois representantes do NXT (o outro sendo Josh Briggs) a participar do torneio N-1 Victory da Pro Wrestling Noah.

## Membros
| * | Membros fundadores |

| Membros         | Entrada                   |
| --------------- | ------------------------- |
| Charlie Dempsey | 14 de fevereiro de 2023 * |
| Tavion Heights  | 25 de junho de 2024       |
| Wren Sinclair   | 6 de agosto de 2024       |

### Antigos
| Membro      | Entrada                   | Saída               |
| ----------- | ------------------------- | ------------------- |
| Drew Gulak  | 14 de fevereiro de 2023 * | 19 de março de 2024 |
| Damon Kemp  | 8 de agosto de 2023       | 8 de julho de 2024  |
| Myles Borne | 12 de setembro de 2023    | 3 de junho de 2025  |

## Títulos e prêmios
- WWE
  - Copa Heritage do NXT (2 vezes) – Dempsey[25]